# José María Amo
José Maria Amo (Las Pajanosas, 9 aprile 1998) è un calciatore spagnolo, difensore del Lugo.

## Carriera
Cresciuto nel settore giovanile del Siviglia, debutta con la squadra riserve il 4 ottobre 2015 in occasione dell'incontro di Segunda División B pareggiato 1-1 contro il Marbella FC.
Nel 2020 viene acquistato a titolo definitivo dal Ponferradina.

## Statistiche
Statistiche aggiornate al 6 novembre 2021.

### Presenze e reti nei club
| Stagione        | Squadra           | Campionato      | Campionato | Campionato | Coppe nazionali | Coppe nazionali | Coppe nazionali | Coppe continentali | Coppe continentali | Coppe continentali | Altre coppe | Altre coppe | Altre coppe | Totale | Totale | Totale |
| Stagione        | Squadra           | Comp            | Pres       | Reti       | Comp            | Pres            | Reti            | Comp               | Pres               | Reti               | Comp        | Pres        | Reti        | Pres   | Reti   |        |
| --------------- | ----------------- | --------------- | ---------- | ---------- | --------------- | --------------- | --------------- | ------------------ | ------------------ | ------------------ | ----------- | ----------- | ----------- | ------ | ------ | ------ |
| 2015-2016       | Siviglia Atlético | SDB             | 6          | 0          |                 | -               | -               |                    | -                  | -                  |             | -           | -           | 6      | 0      |        |
| 2016-2017       | Siviglia Atlético | SD              | 1          | 0          |                 | -               | -               |                    | -                  | -                  |             | -           | -           | 1      | 0      |        |
| 2017-2018       | Siviglia Atlético | SD              | 3          | 0          |                 | -               | -               |                    | -                  | -                  |             | -           | -           | 3      | 0      |        |
| 2018-2019       | Siviglia Atlético | SDB             | 25         | 1          |                 | -               | -               |                    | -                  | -                  |             | -           | -           | 25     | 1      |        |
| 2019-2020       | Siviglia Atlético | SDB             | 14         | 0          |                 | -               | -               |                    | -                  | -                  |             | -           | -           | 14     | 0      |        |
| 2020-2021       | Ponferradina      | SD              | 32         | 1          | CR              | 1               | 0               |                    | -                  | -                  |             | -           | -           | 33     | 1      |        |
| 2021-2022       | Ponferradina      | SD              | 14         | 0          | CR              | 0               | 0               |                    | -                  | -                  |             | -           | -           | 14     | 0      |        |
| Totale carriera | Totale carriera   | Totale carriera | 95         | 2          |                 | 1               | 0               |                    | -                  | -                  |             | -           | -           | 96     | 2      |        |